# Torneo de Queen's Club
El Torneo de Queen's Club, por motivos de patrocinio HSBC Championships, es un torneo oficial anual de tenis jugado en el Queen's Club en la ciudad de Londres. Corresponde a la serie ATP Tour 500 y se juega sobre hierba, previo a la celebración del Campeonato de Wimbledon en junio.
El torneo es afamado por la calidad de su césped, y por ser en muchas ocasiones un anticipo de Wimbledon debido a que una gran cantidad de jugadores han ganado en Queen's y dos semanas después se alzaron con el trofeo en "La Catedral del Tenis".
Entre los jugadores con múltiples títulos en Queen's se incluyen al británico Andy Murray (5) como el que más veces ha ganado el torneo, John McEnroe (4), Boris Becker (4), Lleyton Hewitt (4), Andy Roddick (4),  Jimmy Connors (3), Ivan Lendl (2), Feliciano López (2),  Pete Sampras (2), Marin Čilić (2), Matteo Berrettini (2) y Carlos Alcaraz (2).

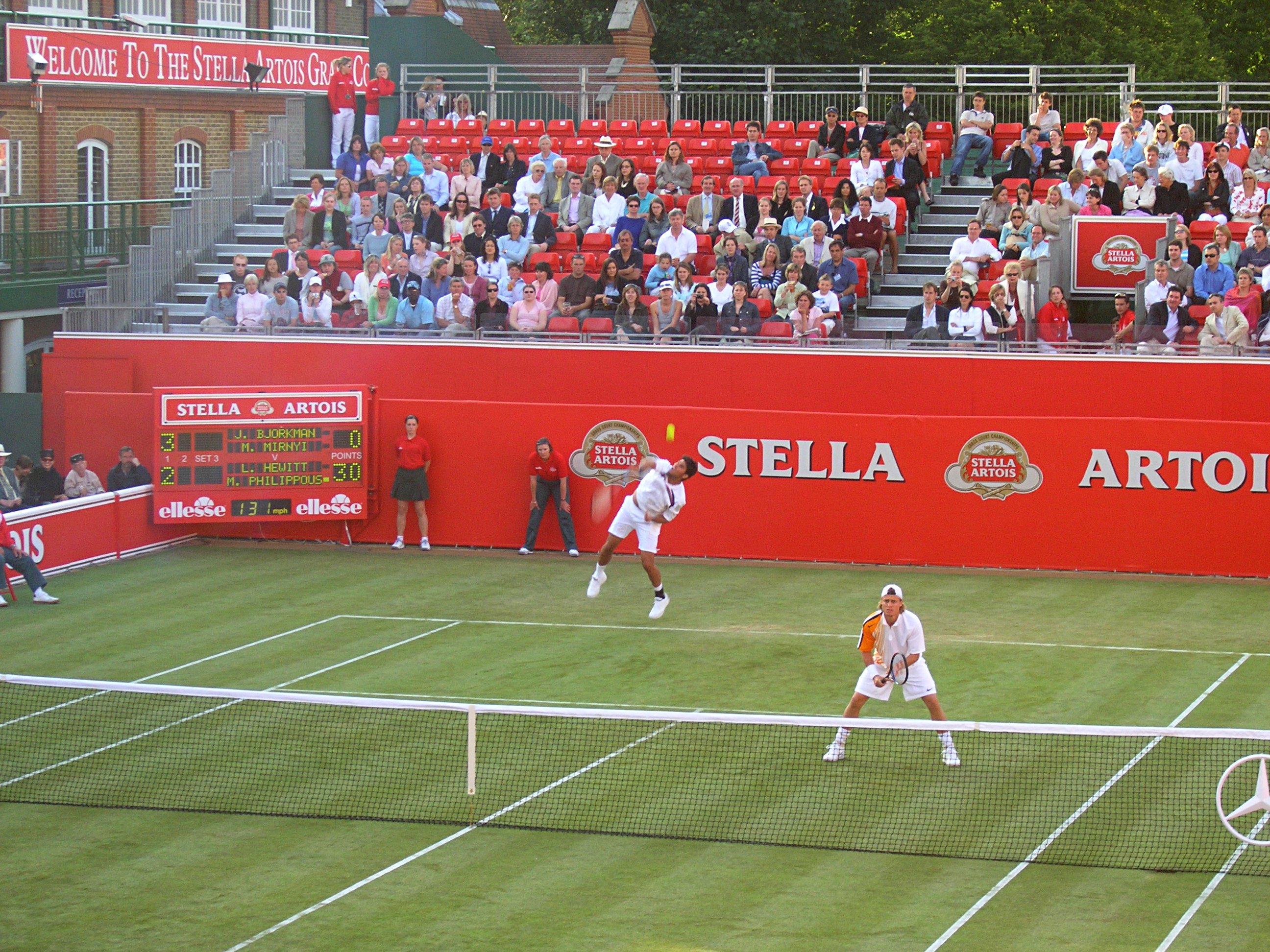
Lleyton Hewitt y Mark Philippoussis, Torneo de Queen's Club en 2005.

## Palmarés

### Individual masculino
| Año                     | Campeón                                   | Subcampeón                                | Resultado                                 |
| ----------------------- | ----------------------------------------- | ----------------------------------------- | ----------------------------------------- |
| ↓ Circuito Grand Prix ↓ |                                           |                                           |                                           |
| 1970                    | Rod Laver                                 | John Newcombe                             | 6-4, 6-3                                  |
| 1971                    | Stan Smith                                | John Newcombe                             | 8-6, 6-3                                  |
| 1972                    | Jimmy Connors                             | John Paish                                | 6-2, 6-3                                  |
| 1973                    | Ilie Năstase                              | Roger Taylor                              | 9-8, 6-3                                  |
| 1974- 1976              | No celebrado                              | No celebrado                              | No celebrado                              |
| 1977                    | Raúl Ramírez                              | Mark Cox                                  | 9-7, 7-5                                  |
| 1978                    | Tony Roche                                | John McEnroe                              | 8-6, 9-7                                  |
| 1979                    | John McEnroe                              | Víctor Pecci                              | 6-7, 6-1, 6-1                             |
| 1980                    | John McEnroe                              | Kim Warwick                               | 6-3, 6-1                                  |
| 1981                    | John McEnroe                              | Brian Gottfried                           | 7-6, 7-5                                  |
| 1982                    | Jimmy Connors                             | John McEnroe                              | 7-5, 6-3                                  |
| 1983                    | Jimmy Connors                             | John McEnroe                              | 6-3, 6-3                                  |
| 1984                    | John McEnroe                              | Leif Shiras                               | 6-1, 3-6, 6-2                             |
| 1985                    | Boris Becker                              | Johan Kriek                               | 6-2, 6-3                                  |
| 1986                    | Tim Mayotte                               | Jimmy Connors                             | 6-4, 2-1, ret.                            |
| 1987                    | Boris Becker                              | Jimmy Connors                             | 6-7, 6-3, 6-4                             |
| 1988                    | Boris Becker                              | Stefan Edberg                             | 6-1, 3-6, 6-3                             |
| 1989                    | Ivan Lendl                                | Christo Van Rensburg                      | 4-6, 6-3, 6-4                             |
| ↓ ATP Tour 250 ↓        |                                           |                                           |                                           |
| 1990                    | Ivan Lendl                                | Boris Becker                              | 6-3, 6-2                                  |
| 1991                    | Stefan Edberg                             | David Wheaton                             | 6-2, 6-3                                  |
| 1992                    | Wayne Ferreira                            | Shuzo Matsuoka                            | 6-3, 6-4                                  |
| 1993                    | Michael Stich                             | Wayne Ferreira                            | 6-3, 6-4                                  |
| 1994                    | Todd Martin                               | Pete Sampras                              | 7-6, 7-6                                  |
| 1995                    | Pete Sampras                              | Guy Forget                                | 7-6, 7-6                                  |
| 1996                    | Boris Becker                              | Stefan Edberg                             | 6-4, 7-6                                  |
| 1997                    | Mark Philippoussis                        | Goran Ivanišević                          | 7-5, 6-3                                  |
| 1998                    | Scott Draper                              | Laurence Tieleman                         | 7-6, 6-4                                  |
| 1999                    | Pete Sampras                              | Tim Henman                                | 6-7, 6-4, 7-6                             |
| 2000                    | Lleyton Hewitt                            | Pete Sampras                              | 6-4, 6-4                                  |
| 2001                    | Lleyton Hewitt                            | Tim Henman                                | 7-6, 7-6                                  |
| 2002                    | Lleyton Hewitt                            | Tim Henman                                | 4-6, 6-1, 6-4                             |
| 2003                    | Andy Roddick                              | Sébastien Grosjean                        | 6-3, 6-3                                  |
| 2004                    | Andy Roddick                              | Sébastien Grosjean                        | 7-6, 6-4                                  |
| 2005                    | Andy Roddick                              | Ivo Karlović                              | 7-6, 7-6                                  |
| 2006                    | Lleyton Hewitt                            | James Blake                               | 6-4, 6-4                                  |
| 2007                    | Andy Roddick                              | Nicolas Mahut                             | 4-6, 7-6, 7-6                             |
| 2008                    | Rafael Nadal                              | Novak Djokovic                            | 7-6(6), 7-5                               |
| 2009                    | Andy Murray                               | James Blake                               | 7-5, 6-4                                  |
| 2010                    | Sam Querrey                               | Mardy Fish                                | 7-6(3), 7-5                               |
| 2011                    | Andy Murray                               | Jo-Wilfried Tsonga                        | 3-6, 7-6(2), 6-4                          |
| 2012                    | Marin Čilić                               | David Nalbandian                          | 6-7(3), 4-3, desc.                        |
| 2013                    | Andy Murray                               | Marin Čilić                               | 5-7, 7-5, 6-3                             |
| 2014                    | Grigor Dimitrov                           | Feliciano López                           | 6-7(8), 7-6(1), 7-6(6)                    |
| ↓ ATP Tour 500 ↓        |                                           |                                           |                                           |
| 2015                    | Andy Murray                               | Kevin Anderson                            | 6-3, 6-4                                  |
| 2016                    | Andy Murray                               | Milos Raonic                              | 6-7(5), 6-4, 6-3                          |
| 2017                    | Feliciano López                           | Marin Čilić                               | 4-6, 7-6(2), 7-6(8)                       |
| 2018                    | Marin Čilić                               | Novak Djokovic                            | 5-7, 7-6(4), 6-3                          |
| 2019                    | Feliciano López                           | Gilles Simon                              | 6-2, 6-7(4), 7-6(2)                       |
| 2020                    | No disputado por la pandemia del COVID-19 | No disputado por la pandemia del COVID-19 | No disputado por la pandemia del COVID-19 |
| 2021                    | Matteo Berrettini                         | Cameron Norrie                            | 6-4, 6-7(5), 6-3                          |
| 2022                    | Matteo Berrettini                         | Filip Krajinović                          | 7-5, 6-4                                  |
| 2023                    | Carlos Alcaraz                            | Álex de Miñaur                            | 6-4, 6-4                                  |
| 2024                    | Tommy Paul                                | Lorenzo Musetti                           | 6-1, 7-6(8)                               |
| 2025                    | Carlos Alcaraz                            | Jiří Lehečka                              | 7-5, 6-7(5), 6-2                          |

### Dobles masculino
| Año                     | Campeones                                 | Subcampeones                              | Resultado                                 |
| ----------------------- | ----------------------------------------- | ----------------------------------------- | ----------------------------------------- |
| ↓ Circuito Grand Prix ↓ |                                           |                                           |                                           |
| 1970                    | Tom Okker Marty Riessen                   | Arthur Ashe Charlie Pasarell              | 7-9, 6-4, 9-7                             |
| 1971                    | Tom Okker Marty Riessen                   | Stan Smith Erik Van Dillen                | 8-6, 4-6, 15-13                           |
| 1972                    | Jim McManus Jim Osborne                   | Jürgen Fassbender Karl Meiler             | 4-6, 6-3, 7-5                             |
| 1973                    | Tom Okker Marty Riessen                   | Ray Keldie Raymond Moore                  | 6-4, 7-5                                  |
| 1974- 1976              | No celebrado                              | No celebrado                              | No celebrado                              |
| 1977                    | Anand Amritraj Vijay Amritraj             | John Lloyd David Lloyd                    | 6-1, 6-2                                  |
| 1978                    | Bob Hewitt Frew McMillan                  | Fred McNair Raúl Ramírez                  | 6-2, 7-5                                  |
| 1979                    | Tim Gullikson Tom Gullikson               | Marty Riessen Sherwood Stewart            | 6-4, 6-4                                  |
| 1980                    | Rod Frawley Geoff Masters                 | Paul McNamee Sherwood Stewart             | 6-2, 4-6, 11-9                            |
| 1981                    | Pat Du Pré Brian Teacher                  | Kevin Curren Steve Denton                 | 3-6, 7-6, 11-9                            |
| 1982                    | John McEnroe Peter Rennert                | Victor Amaya Hank Pfister                 | 7-6, 7-5                                  |
| 1983                    | Brian Gottfried Paul McNamee              | Kevin Curren Steve Denton                 | 6-4, 6-3                                  |
| 1984                    | Pat Cash Paul McNamee                     | Bernard Mitton Butch Walts                | 6-4, 6-3                                  |
| 1985                    | Ken Flach Robert Seguso                   | Pat Cash John Fitzgerald                  | 3-6, 6-3, 16-14                           |
| 1986                    | Kevin Curren Guy Forget                   | Darren Cahill Mark Kratzmann              | 6-2, 7-6                                  |
| 1987                    | Guy Forget Yannick Noah                   | Rick Leach Tim Pawsat                     | 6-4, 6-4                                  |
| 1988                    | Ken Flach Robert Seguso                   | Pieter Aldrich Danie Visser               | 6-2, 7-6                                  |
| 1989                    | Darren Cahill Mark Kratzmann              | Tim Pawsat Laurie Warder                  | 7-6, 6-3                                  |
| ↓ ATP Tour 250 ↓        |                                           |                                           |                                           |
| 1990                    | Jeremy Bates Kevin Curren                 | Henri Leconte Ivan Lendl                  | 7-6, 6-4                                  |
| 1991                    | Todd Woodbridge Mark Woodforde            | Grant Connell Glenn Michibata             | 7-6, 6-4                                  |
| 1992                    | John Fitzgerald Anders Järryd             | Goran Ivanišević Diego Nargiso            | 7-6, 2-6, 16-14                           |
| 1993                    | Todd Woodbridge Mark Woodforde            | Neil Broad Gary Muller                    | 6-4, 6-7, 6-3                             |
| 1994                    | Jan Apell Jonas Björkman                  | Todd Woodbridge Mark Woodforde            | 5-7, 7-6, 6-4                             |
| 1995                    | Todd Martin Pete Sampras                  | Jan Apell Jonas Björkman                  | 6-4, 6-2                                  |
| 1996                    | Todd Woodbridge Mark Woodforde            | Sébastien Lareau Alex O'Brien             | 6-2, 6-7, 6-3                             |
| 1997                    | Mark Philippoussis Patrick Rafter         | Sandon Stolle Cyril Suk                   | 6-2, 4-6, 7-5                             |
| 1998                    | Final suspendida por la lluvia            | Final suspendida por la lluvia            | Final suspendida por la lluvia            |
| 1999                    | Sébastien Lareau Alex O'Brien             | Todd Woodbridge Mark Woodforde            | 6-3, 7-6                                  |
| 2000                    | Todd Woodbridge Mark Woodforde            | Jonathan Stark Eric Taino                 | 7-6, 6-4                                  |
| 2001                    | Bob Bryan Mike Bryan                      | Eric Taino David Wheaton                  | 6-3, 6-2                                  |
| 2002                    | Wayne Black Kevin Ullyett                 | Mahesh Bhupathi Max Mirnyi                | 7-6, 3-6, 6-3                             |
| 2003                    | Mark Knowles Daniel Nestor                | Mahesh Bhupathi Max Mirnyi                | 6-3, 6-4                                  |
| 2004                    | Bob Bryan Mike Bryan                      | Mark Knowles Daniel Nestor                | 6-3, 6-4                                  |
| 2005                    | Bob Bryan Mike Bryan                      | Jonas Björkman Max Mirnyi                 | 6-7, 7-6, 7-6                             |
| 2006                    | Paul Hanley Kevin Ullyett                 | Jonas Björkman Max Mirnyi                 | 6-4, 7-6                                  |
| 2007                    | Mark Knowles Daniel Nestor                | Bob Bryan Mike Bryan                      | 7-5, 6-4                                  |
| 2008                    | Daniel Nestor Nenad Zimonjić              | Marcelo Melo André Sá                     | 6-4, 7-6(3)                               |
| 2009                    | Wesley Moodie Mijaíl Yuzhny               | Marcelo Melo André Sá                     | 6-4, 4-6, [10-6]                          |
| 2010                    | Novak Djokovic Jonathan Erlich            | Karol Beck David Skoch                    | 6-7(6), 6-2, [10-3]                       |
| 2011                    | Bob Bryan Mike Bryan                      | Mahesh Bhupathi Leander Paes              | 6-7(2), 7-6(4), [10-6]                    |
| 2012                    | Max Mirnyi Daniel Nestor                  | Bob Bryan Mike Bryan                      | 6-3, 6-4                                  |
| 2013                    | Bob Bryan Mike Bryan                      | Alexander Peya Bruno Soares               | 4-6, 7-5, [10-3]                          |
| 2014                    | Alexander Peya Bruno Soares               | Jamie Murray John Peers                   | 4-6, 7-6(4), [10-4]                       |
| ↓ ATP Tour 500 ↓        |                                           |                                           |                                           |
| 2015                    | Pierre-Hugues Herbert Nicolas Mahut       | Marcin Matkowski Nenad Zimonjić           | 6-2, 6-2                                  |
| 2016                    | Pierre-Hugues Herbert Nicolas Mahut       | Chris Guccione André Sá                   | 6-3, 7-6(5)                               |
| 2017                    | Jamie Murray Bruno Soares                 | Julien Benneteau Édouard Roger-Vasselin   | 6-2, 6-3                                  |
| 2018                    | Henri Kontinen John Peers                 | Jamie Murray Bruno Soares                 | 6-4, 6-3                                  |
| 2019                    | Feliciano López Andy Murray               | Rajeev Ram Joe Salisbury                  | 7-6(6), 5-7, [10-5]                       |
| 2020                    | No disputado por la pandemia del COVID-19 | No disputado por la pandemia del COVID-19 | No disputado por la pandemia del COVID-19 |
| 2021                    | Pierre-Hugues Herbert Nicolas Mahut       | Reilly Opelka John Peers                  | 6-4, 7-5                                  |
| 2022                    | Nikola Mektić Mate Pavić                  | Lloyd Glasspool Harri Heliövaara          | 3-6, 7-6(3), [10-6]                       |
| 2023                    | Ivan Dodig Austin Krajicek                | Taylor Fritz Jiří Lehečka                 | 6-4, 6-7(5), [10-3]                       |
| 2024                    | Neal Skupski Michael Venus                | Taylor Fritz Karen Khachanov              | 4-6, 7-6(5), [10-8]                       |
| 2025                    | Julian Cash Lloyd Glasspool               | Nikola Mektić Michael Venus               | 6-3, 6-7(5), [10-6]                       |